# Amel Dehby
Amel Dehby is een Frans kickbokser en vice-kampioen bij Glory en kampioen binnen het WKN (World Kickboxing Network) en de ISKA (International Sport Karate Association) in het bantamgewicht.
Op 10 december 2016 vocht Dehby om de kampioens-bout bij Glory tegen Tiffany van Soest. 